# Astragalus sarchanensis
Astragalus sarchanensis är en ärtväxtart som beskrevs av Nikolai Fedorovich Gontscharow. Astragalus sarchanensis ingår i släktet vedlar, och familjen ärtväxter. Inga underarter finns listade i Catalogue of Life.